# Capacité pulmonaire totale
 (mars 2025).
Si vous disposez d'ouvrages ou d'articles de référence ou si vous connaissez des sites web de qualité traitant du thème abordé ici, merci de compléter l'article en donnant les références utiles à sa vérifiabilité et en les liant à la section « Notes et références ».
Pour les articles homonymes, voir CPT.

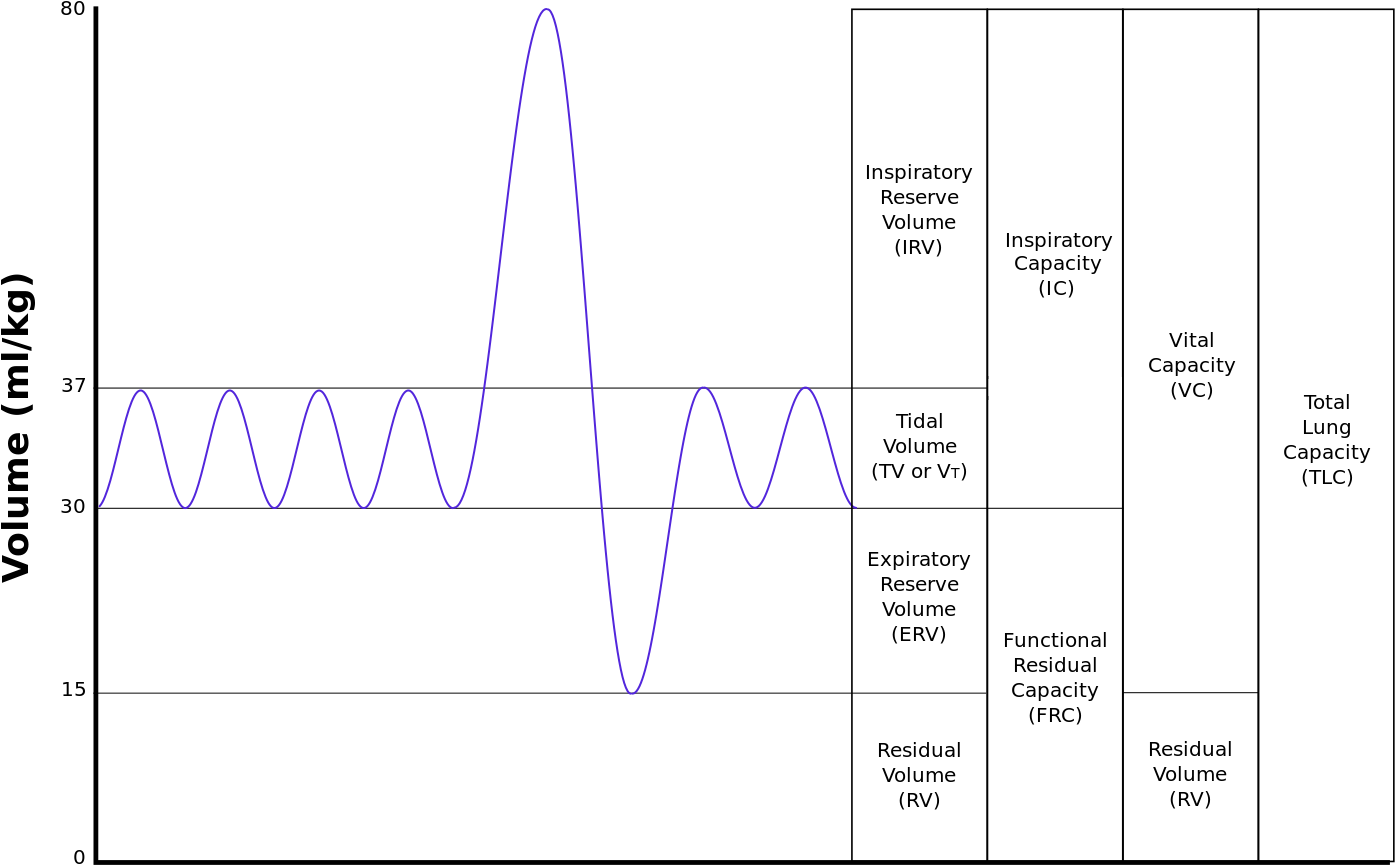
Graphique représentant la capacité pulmonaire totale, ainsi que la somme du volume résiduel et de la capacité vitale.

La capacité pulmonaire totale (CPT) désigne le volume d'air maximal que contiennent les poumons après une inspiration forcée.
C'est la somme du volume résiduel (VR) et de la capacité vitale (CV). Le volume résiduel se mesure par deux méthodes : méthode de dilution de l'hélium, qui n'est plus guère pratiquée car longue et source d'erreurs, et par la méthode de pléthysmographie (sujet enfermé dans une cabine).